# 扁桃石羽花介
扁桃石羽花介（学名：Cytheropteron tonsillolithia）为尾花介科羽花介屬下的一个种。